# Bureau Vallée (IMOCA)
Pour les articles homonymes, voir Delta Dore et Bureau Vallée.
Bureau Vallée est un voilier monocoque de course au large appartenant à la classe des 60 pieds IMOCA, mis à l'eau en 2006 sous le nom de Delta Dore. Conçu par le cabinet Farr Yacht Design pour le navigateur Jérémie Beyou, il est lancé le 4 septembre 2006 à Cherbourg. De 2011 à 2017, il s'appelle Bureau Vallée, premier du nom, et il est skippé par Louis Burton. De 2017 à 2021, il est la propriété d'Erik Nigon, en faveur de la lutte contre le sida. Dans le Vendée Globe 2020-2021, il est skippé par Clément Giraud sous le nom de Compagnie du Lit-Jiliti. En février 2022, il est pris en main par Sébastien Marsset, d'abord sous le nom de Cap agir ensemble, puis, à partir de 2023, sous celui de Foussier.

## Conception et caractéristiques
Après sa victoire lors de la Solitaire du Figaro et son titre de champion de France de course au large en 2005, Jérémie Beyou se tourne vers le circuit IMOCA avec le Vendée Globe 2008-2009 comme objectif. Toujours soutenu par Delta Dore, il fait appel au Néo-Zélandais Bruce Farr, concepteur des voiliers vainqueurs de la Volvo Ocean Race entre 1982 et 2002. À la suite de Jean-Pierre Dick en 2004, Beyou est ainsi le premier des six skippers à demander à Farr un 60 pieds pour le Vendée Globe de 2008. Pour un coût total de 2 millions d'euros, la construction de Delta Dore est confiée au chantier JMV Industries de Cherbourg et est supervisée par Gilles Chiorri, de l'équipe de Jérémie Beyou, et le navigateur Halvard Mabire pour JMV. Elle commence le 5 décembre 2005, deux jours après l'annonce du projet, et s'achève le 4 septembre 2006,.
Plus étroit que les plans Finot-Conq mais plus large que les plans Lombard, ce plan Farr présente un bouchain marqué, élargissant artificiellement la surface de carène. D'importants volumes de ballasts sont créés pour assurer une meilleure stabilité.
Son gréement présente la particularité d'avoir un mât rotatif équipé de trois étages de barres de flèche, au lieu des outriggers habituellement utilisés pour cette configuration de mât,. Beyou et Farr font le choix de dessiner des dérives symétriques, de manière à pouvoir les interchanger en cas de casse de l'une d'elles.
Le large cockpit est protégé par une petite casquette qui prolonge le rouf, complété par une partie supérieure en plexiglas au niveau du winch central de manœuvre. À l'intérieur, la cellule de vie est montée sur un rail qui permet de transférer son poids vers l'avant ou l'arrière, la gauche ou la droite en fonction de l'allure.

## Historique

### Delta Dore
Delta Dore est lancé le 4 septembre 2006 à Cherbourg, après neuf mois de construction. Une fois le test de retournement à 180° réussi, Jérémie Beyou et son équipe commencent sa préparation en vue de la Route du Rhum 2006. À Saint-Malo, Delta Dore est l'un des attractions de l'avant-course. Toutefois, Jérémie Beyou abandonne dès le lendemain du départ pour des raisons personnelles. 

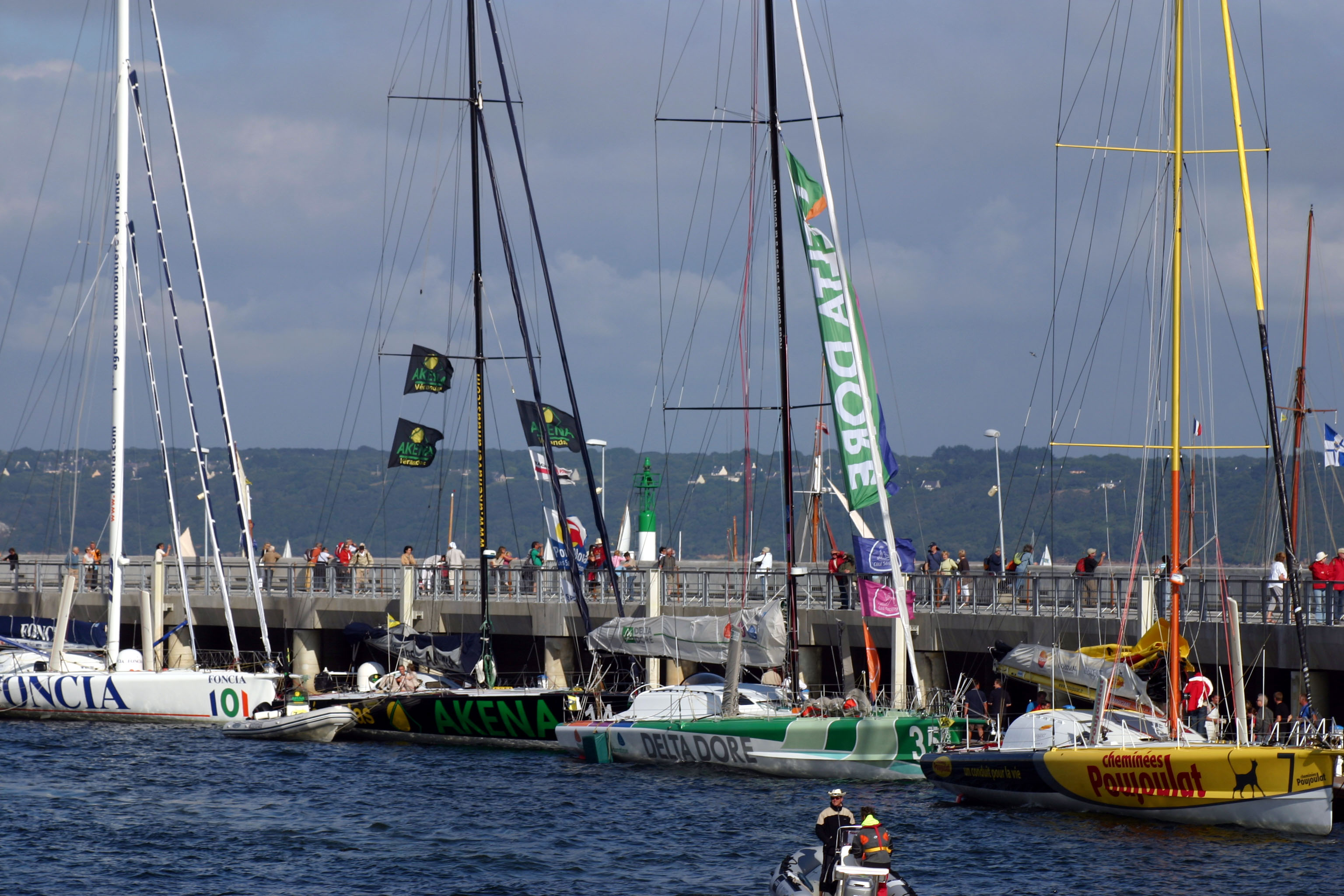
Delta Dore à Brest en 2008. Les « moustaches » ajoutées à l'hiver 2008 sont nettement visibles sur l'étrave.

En juin 2007, pour ses premières courses, Delta Dore termine deuxième de la Calais Round Britain Race, derrière Vincent Riou et PRB, puis du Record SNSM derrière Michel Desjoyeaux et Foncia, deux nouveaux plans Farr. Il confirme alors son fort potentiel bien qu'il reste de nombreux détails à optimiser quant aux aménagements. Lors de la Fastnet Race, il vire le phare du Fastnet en deuxième position derrière PRB mais arrive finalement quatrième à Plymouth. 
Le 11 novembre 2007, Delta Dore, barré par Jérémie Beyou et Sidney Gavignet, prend le départ de la première Barcelona World Race, un tour du monde sans escale en double. Le 11 décembre, alors qu'il naviguait en quatrième position au large de l'archipel du Prince-Édouard, le voilier démâte, contraignant son équipage à l'abandon. Pris en remorque par un catamaran à moteur affrété par son équipe technique, Delta Dore arrive au Cap huit jours plus tard.
Après son retour à Lorient, Delta Dore entre en chantier pour préparer le Vendée Globe 2008-2009. Un nouveau mât fixe est intégralement conçu et de grands redents familièrement appelées « moustaches » sont ajoutés à l'étrave pour compenser une certaine tendance à enfourner,, tendance qui aurait pu être à l'origine du démâtage dans la Barcelona World Race. Ces importantes modifications empêchent Jérémie Beyou de prendre le départ de la Transat anglaise le 11 mai. Remis à l'eau au mois de mai, Delta Dore termine quatrième du Record SNSM, à 50 minutes du vainqueur Gitana Eighty, skippé par Loïck Peyron.
Au cours de l'été 2008, Delta Dore enchaîne les navigations et les entraînements avec le pôle course au large de Port-la-Forêt, avant d'être à nouveau mis en chantier au début du mois d'octobre pour les derniers ajustements et contrôles. Considéré comme un « sérieux outsider » du Vendée Globe par Voiles et Voiliers, Jérémie Beyou réalise un début de course moyen et abandonne le 26 novembre en raison du bris de plusieurs barres de flèche tribord. À la suite de ce nouvel abandon, la société Delta Dore se désengage de la voile et le 60 pieds est mis en vente. Delta Dore est alors mis en vente et est entièrement remis en état par Jérémie Beyou dans le but de trouver un nouveau partenaire.

### Bureau Vallée

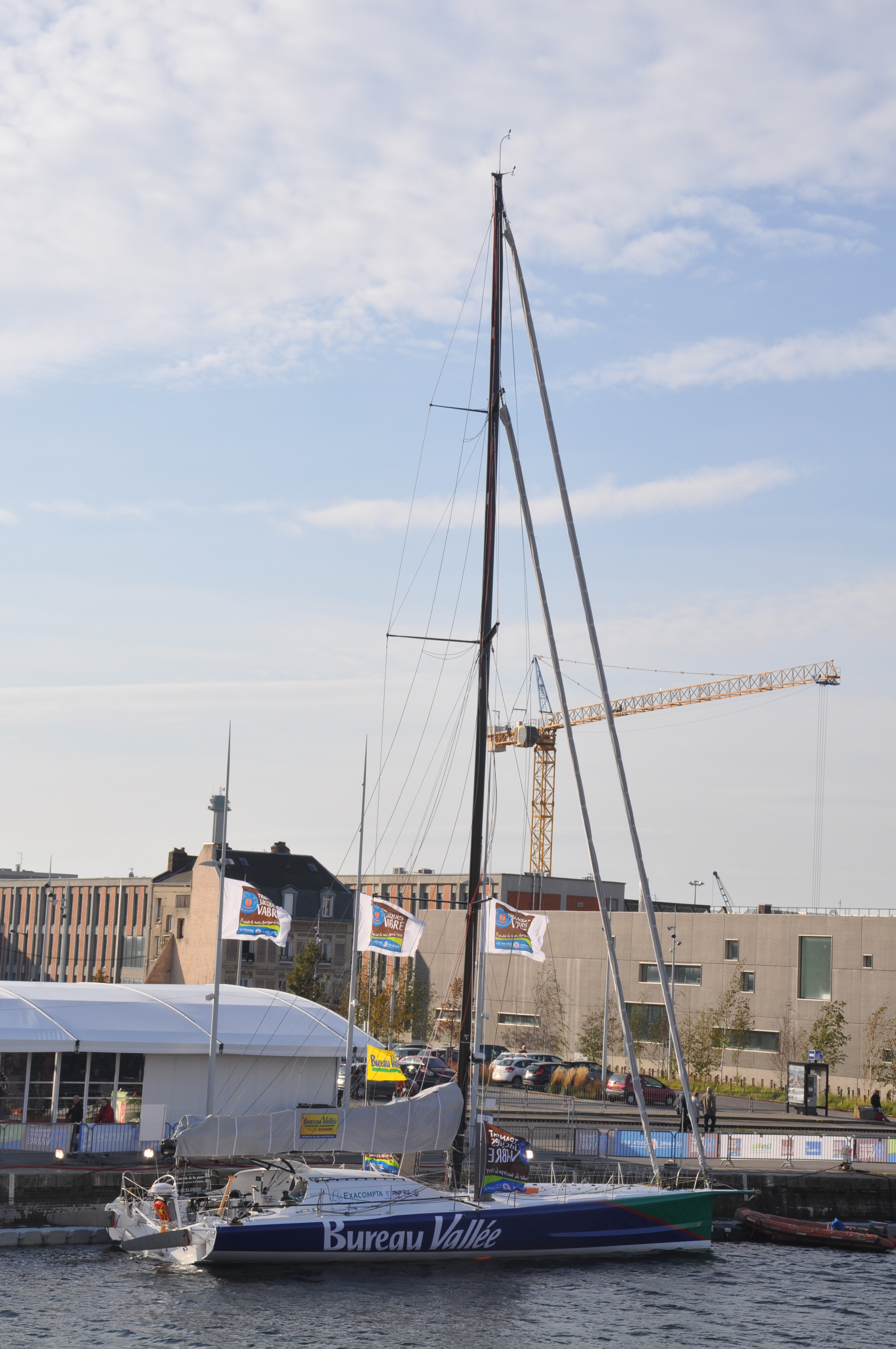
Bureau Vallée au Havre, avant le départ de la Transat Jacques-Vabre 2011.

En 2011, après plus d'un an dans un hangar à Lorient, le 60 pieds est racheté en juillet 2011 par Louis Burton, sur ses fonds propres. À la suite d'une préparation express avec le navigateur Christophe Lebas, Bureau Vallée prend la septième place de la Transat Jacques-Vabre 2011, skippé par Louis et Nelson Burton. 
Après une huitième place dans la Transat B to B qualificative pour le Vendée Globe 2012-2013, Bureau Vallée entre en chantier pour l'optimiser en vue du tour du monde. Le 60 pieds est notamment allégé, son gréement est modifié et une nouvelle quille a été installée. Toutefois, Louis Burton abandonne cinq jours après le départ en raison d'une collision avec un chalutier.

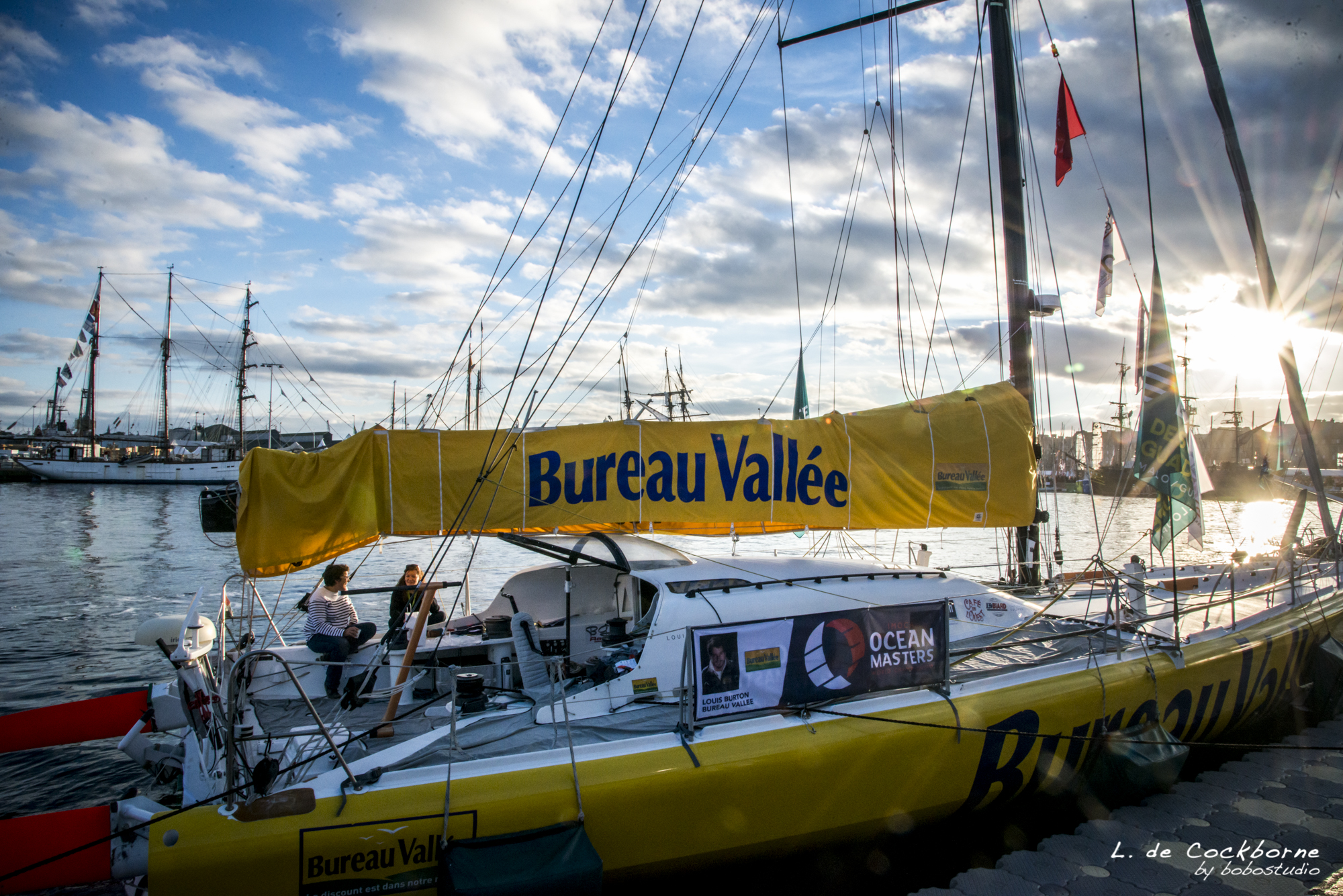
Bureau Vallée au départ de la Route du Rhum 2014.

Malgré la collision, Bureau Vallée arrive en bon état à La Corogne puis aux Sables-d'Olonne : seul un hauban bâbord a été endommagé et peu de modifications sont effectuées avant le début de la saison 2013 dont l'objectif est la Transat Jacques-Vabre. Dans les épreuves préparatoires de la Transat, le Trophée et le Défi Azimut, les résultats ne sont pas au rendez-vous (un abandon et une dernière place) mais la traversée de l'Atlantique en double avec Guillaume Le Brec se solde par une cinquième place sur dix partants, à l'issue d'un duel avec Bertrand de Broc et Arnaud Boissières sur Votre Nom autour du Monde,. Un an plus tard, il prend également la cinquième place de la Route du Rhum 2014.
Dans l'optique du Vendée Globe 2016-2017, Bureau Vallée entre en chantier en 2015 afin de l'alléger. Après six mois de chantier, le 60 pieds termine à la quatrième place du record SNSM, barré par Louis Burton et Romain Attanasio, son équipier pour la Transat Jacques-Vabre 2015, dernière grande course avant le Vendée Globe. Peu après le départ de la Transat Jacques-Vabre, Bureau Vallée rencontre plusieurs problèmes électriques, avant qu'un début d'incendie ne détruire une partie du système, obligeant les deux marins à consacrer le peu d'énergie restante au basculement de la quille. Les deux hommes arrivent finalement neuvièmes et dernier à Itajai, quelques minutes après Fabrice Amedeo et Eric Peron sur Newrest-Matmut.
Avant le départ du Vendée Globe, Louis Burton pré-achète Banque populaire VIII, futur vainqueur de l'épreuve. Après le Vendée Globe qu'il termine en 7e position, Bureau Vallée est remis en état afin d'être vendu.

### Vers un monde sans sida
En mai 2017, le navigateur Erik Nigon rachète le voilier pour participer au Vendée Globe 2020-2021 avec le soutien de AIDES. En septembre 2017, Vers un monde sans sida est invité à participer au tour de l'île de Groix du Défi Azimut, dont il termine dernier, douze minutes après le vainqueur SMA.
Ému par la mésaventure de Clément Giraud qui voit son bateau brûler avant de prendre le départ de la Transat Jacques-Vabre 2019 puis son partenaire-titre se retirer, Erik Nigon lui prête son bateau pour qu'il puisse prendre le départ de la Vendée-Arctique-Les Sables-d'Olonne 2020 et se qualifier pour le Vendée Globe. Giraud termine 16e de la Vendée-Arctique. Les deux skippers passent un accord, ils partagent le même monocoque et le premier qui trouve un financement participera au Vendée Globe. 

### Compagnie du Lit-Jiliti
Le 15 septembre 2020, Clément Giraud annonce ses deux partenaires titres et le nom de son monocoque, Compagnie du Lit-Jiliti. Deux semaines plus tard, le bateau est mis à l'eau sous ses nouvelles couleurs. Il termine 21e du Vendée Globe 2020-2021. En novembre 2021, Clément Giraud et Erik Nigon se classent 17es de la Transat Jacques-Vabre.

### Cap agir ensemble
En février 2022, le bateau passe aux mains de Sébastien Marsset. Basé à Port-la-Forêt, il devient Cap agir ensemble. En mai, il termine 13e de la Bermudes 1000 Race. En juin, il termine 15e de la Vendée-Arctique-Les Sables-d'Olonne.

## Palmarès

### 2006-2010:Delta Dore- Jérémie Beyou
- 2006 : abandon dans la Route du Rhum. Raisons personnelles.
- 2007 : 
  - 2e de la Calais Round Britain Race, en 9 jours, 13 heures, 35 minutes et 54 secondes
  - 2e du Record SNSM, en 1 jour, 3 heures, 55 minutes et 28 secondes
  - 4e de la Fastnet Race, en 2 jours, 4 heures, 52 minutes et 7 secondes
  - abandon dans la Barcelona World Race. Démâtage.
- 2008 :
  - 4e du Record SNSM, en 1 jour, 12 heures, 55 minutes et 22 secondes
  - abandon dans le Vendée Globe 2008-2009. Bris de barres de flèche.

### 2011-2017:Bureau Vallée- Louis Burton
- 2011 : 
  - 7e de la Transat Jacques-Vabre, en double avec Nelson Burton, en 17 jours, 16 heures, 45 minutes et 40 secondes
  - 8e de la Transat B to B, en 11 jours, 19 heures et 25 minutes
- 2012 : abandon dans le Vendée Globe. Collision.
- 2013 : 
  - 7e du Défi Azimut
  - 5e de la Transat Jacques-Vabre, en double avec Guillaume Le Brec, en 20 jours, 2 heures, 18 minutes et 45 secondes
- 2014 : 
  - 4e du Défi Azimut
  - 5e de la Route du Rhum 2014, en 14 jours, 1 heure, 33 minutes et 44 secondes
- 2015 : 
  - 4e du Record SNSM, en double avec Romain Attanasio
  - 9e de la Transat Jacques-Vabre, en double avec Romain Attanasio, en 19 jours, 5 heures, 11 minutes et 33 secondes
- 2017 :
  - 7e du Vendée Globe 2016-2017 en 87 jours 21 heures 45 minutes et 49 secondes

### 2017-2020:Vers un monde sans sida- Erik Nigon
- 2017 : 10e du Chrono Azimut – tour de l'île de Groix en équipage, en 1 heure, 47 minutes et 18 secondes
- 2018 : 10e de la Route du Rhum
- 2019 : 27e de la Transat Jacques-Vabre en double avec Tolga Ekrem Pamir
- 2020 : 16e sur 20 dans la Vendée-Arctique-Les Sables-d'Olonne, barré par Clément Giraud[36]

### 2020-2021:Compagnie du Lit-Jiliti- Clément Giraud
- 21e du Vendée Globe 2020-2021
- 17e de la Transat Jacques-Vabre 2021, en double avec Erik Nigon

### 2022:Cap agir ensemble- Sébastien Marsset
- 13e sur 24 dans la Bermudes 1000 Race[40]
- 15e sur 25 dans la Vendée-Arctique-Les Sables-d'Olonne[41]